# روزشمار جنگ ۲۰۱۴ غزه
روزشمار جنگ ۲۰۱۴ غزه در این مقاله آمده است.

## ۱۹ ژوئیه

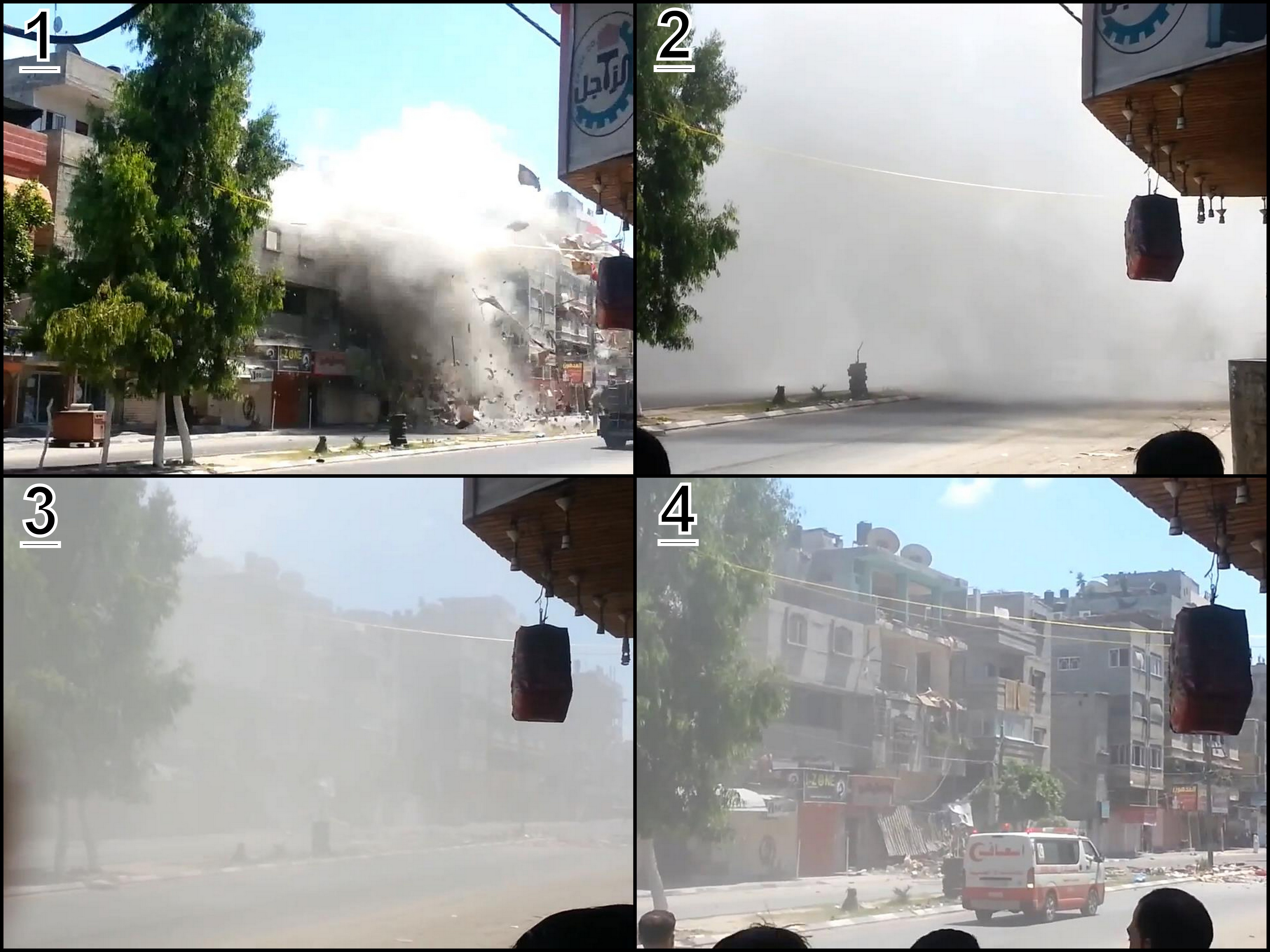
حملهٔ هوایی به خانه‌ایی در غزه در ۱۹ ژوئیه

اندکی پس از نیمه‌شب ۱۹ ژوئیه، نیروهای دفاعی اسرائیل تعداد کشته‌شدگانِ حماس را از زمان حملهٔ زمینی ۴۰ نفر ذکر و از دستگیریِ ۲۱ شبه‌نظامی خبر داد.
صبح روز ۱۹ام، ۹ پیکارجوی حماس از طریقِ تونل کندن وارد اسرائیل شدند. آن‌ها لباس نیرو دفاعی، دستبند و روبند داشتند. آن‌ها توسط س.د.ا. شناسایی شدند و در طی درگیری یک پیکارجو و دو ارتشی کشته و پیکارجویان به تونل بازگشتند. چند عضو گروه‌های شبه‌نظامی در طی حملهٔ هوایی اسرائیل کشته شدند. یک موشک حماس در بعد ظهر در میان کمپ خانوادگی افتاد که منجر به مرگ پدر خانواده و زخمی شدن کودک ۴ماهه و سه نفر دیگر شد.
در شب یک‌شنبه س.د.ا. تعداد ۳۴ تونل را در غزه کشف و تخریب کرد. در شنبه، ۹۴ موشک از سوی غزه به سمت اسرائیل شلیک شد که گنبد آهنین ۳۶تای آن‌ها را رهگیری کرد ۱۴۰ نقطهٔ دیگر در غزه مورد حملهٔ س.د. ا قرار گرفت تا مجموع حملات اسرائیل به غزه را به ۲۶۰ رساند. این آمار از زمان آغاز حملهٔ زمینی است، که منجر به مرگ ۴۹ فلسطینی شد که مجموع کشته‌شدگان را به ۳۴۸ نفر رساند

## ۲۰ ژوئیه
در صبح روز س.د. ا اعلام کرد که ۲ سرباز دیگر را از دست داده است. این کار از طریقِ نفوذ از یکی از تونل‌ها صورت گرفت. شبه‌نظامیِ انجام دهنده نیز کشته شد. سرباز دیگر نیز در پرتاب موشکِ ضدتانک از بین رفت. حماس از کشتن ۵ سرباز و یک زخمی در این حمله خبرداد.
در صبح روز اسرائیل ادعا نمود که ۶۰ شبه‌نظامی را کشته است تا آمار کشته‌های ادعا شده از زمان آغاز حملهٔ زمینی به ۱۳۰ نفر برسد. بیشتر این کشته شدگان از میان اهالی شهرِ شجاعیه در همسایگی غزه است. در طیِ این نبرد۱۰ تونل دیگر نیز کشف شد.
حماس از صلیب سرخ و برای رسیدگی به وضعیتِ کشته‌شدگان در «شجاعیه» آتش‌بس درخواست کرد. ارتش اسرائیل در ابتدا از پذیرش آن سرباز زد اما در نهایت بین ساعت ۱۳:۳۰ تا ۱۵:۳۰ آتش‌بس را برقرار نمود. اگرچه س.د. ف اعلام کرد که یک ساعت پس از شروع آتش‌بس زیر آتش قرار گرفته و پاسخ داده است. بدون درنظرگفتن حوادث زمانِ آتشِ‌بس، اسرائیل با افزایش یک‌ساعتهٔ آن موافقت کرد.
شاخهٔ نظامی حماس ادعا نمود که طی یک عملیات ۳۲ نظامی اسرائیلی را کشته است. همچنین آن‌ها از شمار زیاد زخمی‌های اسرائیلی خبر دادند. یک نظامی ارشد نیز میان زخمی‌های گزارش شده است. نیروهای دفاعی اسرائیل، از ۱۳ کشته خبر داد.
حدود ساعت ۱ صبح یک دستگاه نفربر در «شجاعیه» مورد اصابت موشک ضد تانک قرار گرفت و ۷ سرباز «گولانی» نیروهای دفاعی اسرائیل کشته شدند. همچنین فرماندهٔ این گروه نیز، «قصان آلین» نیز زخمی شد∗
در ۲۴ ساعت اخیر خبر داد و اعلام کرد که بیش از ۶۰ «شبه‌نظامی» فلسطینی را کشته است.
حماس همچنین ادعا کرد که سربازی به نام شائول آرون را اسیر کرده استref"Gaza crisis: 13 Israeli soldiers, scores of Gazans killed". BBC News. 20 July 2014.. اگرچه سفیرِ اسرائیل در سازمان ملل این ادعا را تکذیب کرد. نیروهای دفاعی اسرائیل ابتدا اعلام کرد که وی در مفقود شده است در ۲۵ ژوئیه، ن.د.ا. وضعیت وی را از مفقود به کشته تغییر داد، اگرچه جسد وی را نیافته‌اند.

### کشتار شجاعیه

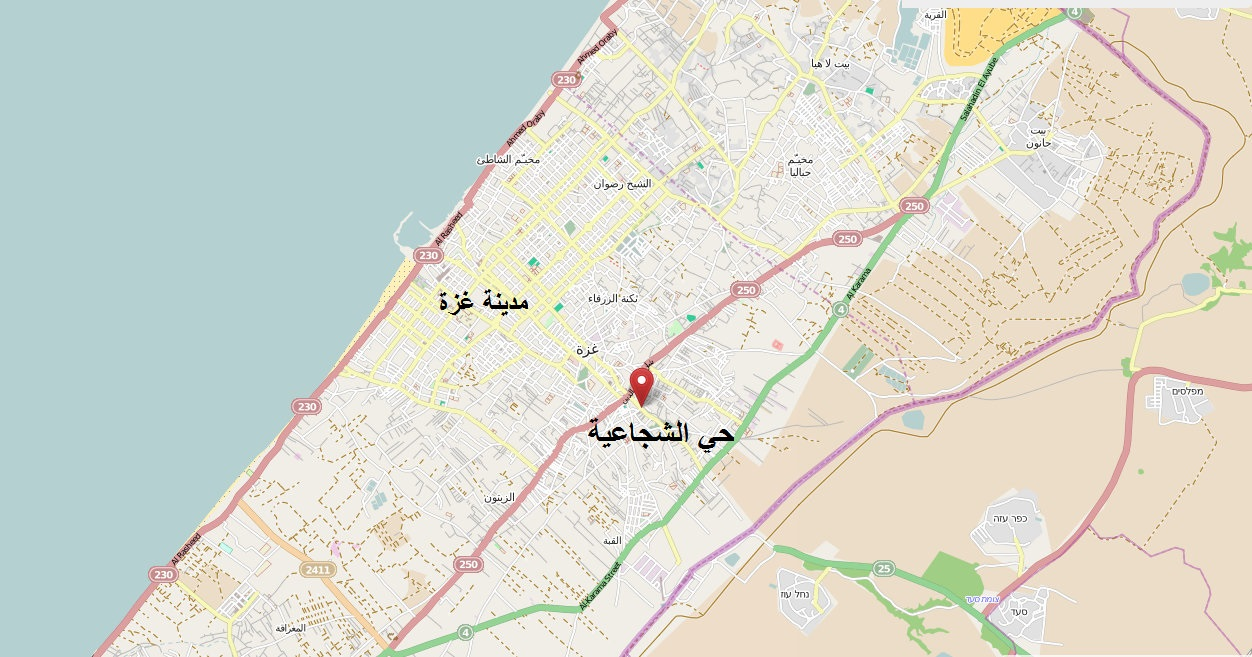
شجاعیه، در همسایگی غزه که در ۲۰ ژوئیه مورد حمله «نیروی دفاعی اسرائیل» قرار گرفت.

از صبح روز ۲۰ام ژوئیه، توپخانهٔ «نیروی دفاعی اسرائیل» شهر شجاعیه را مورد بمباران قرار داد که منجر به کشته‌شدن ۷۴ نفر شد. این بزرگ‌ترین کشتار از زمانِ ۱۹۶۷ بود. در میان کشته‌شدگان ۱۷ کودک و ۱۴ زن و ۱۲ فرد کهنسال نیز بودند. و صدها غیرنظامی نیز زخمی شدند.
حماس این عمل را محکوم کرد. در طرف مقابل «نتانیاهو» گفت: «اهداف ما نظامی است که متأسفانه در این میان غیرنظامیان نیز آسیب می‌بینند».
همچنین «محمود عباس» این رویداد را «قتل‌عام» توصیف کرد. ارتش اسرائیل مدعی است که این منطقه ۸٪ موشک‌های پرتاب شده به اسرائیل را پرتاب کرده است و آن‌ها دو روز پیش از حمله از طریق اطلاعیه حمله را به خبرداده بودند.

## ۲۱ ژوئیه
از زمان آغاز حملهٔ زمینی به غزه از سوی اسرائیل، «نیروهای دفاعی اسرائیل» بیش از ۲٬۸۰۰ نقطه از غزه را هدف قرار داده است. حماس نیز ۱٬۴۹۷ موشک به سمت اسرائیل پرتاب نموده.
در طی شبِ ۲۱ ژوئیه، ۲ تلاش برای نفوذ به اسرائیل از طریق تونل صورت گرفت. نیروی هوایی اسرائیل به یک تونل حمله کردند و نیروی زمینی در دیگر تونل درگیری را آغاز کرد. در طی درگیری ۱۰ پیکارجو کشته شدند. در طول یک حمله نیز ۱۰ فلسطینی در لباسِ سازمان دفاعی حمله‌ای را ترتیب دادند که طی پرتاب موشک ضدتانک، ۷ سرباز و افسر کشته شدند. در مجموع ۷سرباز نیروهای دفاعی در ۲۱ ژوئیه کشته شدند.
گزارش‌های از غزه در بیمارستانی در غزه را هدف قرار داد که منجر به کشته‌شدن ۵ نفر و زخمی شدن بسیاری دیگر شد. سازمان دفاعی در توجیه این عمل مدعی شد که هدف آن‌ها خانه‌ای در کنار آن بیمارستان بوده که در آن موشک‌های ضدتانک نگهداری شده بود. اگرچه مدرکی را در این باره ارائه نکردند. نیروی‌دفاعی، بیمارستانی را برای رسیدگی به مجروحان فلسطینیِ غزه در مرزِ «ارز» برپا کردند.
در ۲۱ ژوئیه سی‌ان‌ان گزارشی را داد که از ۸۳٬۰۰۰ پناهنده فلسطینی یاد شده بود. در همان روز رئیس‌جمهور آمریکا باراک اوباما خواستارِ برقراریِ مجددِ آتش‌بس میان اسرائیل و غزه شد و تاسف خود از صدمات انسانی دو طرف را بیان نمود.

## ۲۲ ژوئیه
اندکی پس از نیمه شب امارات متحدهٔ عربی از کمکِ ۴۱ میلیون دلاری به غزه خبرداد، دولت آمریکا نیز قول کمکی ۴۷میلیون دلاری را داد.
در حملهٔ هوایی که «نیروی دفاعی اسرائیل» در نیمه‌شب انجام داد ۲۶ نفر کشته شدند. ۱۹ نفر از آنان را بچه‌ها تشکیل می‌دادند. نیویورک تایمز گزارش داد که ارتش اسرائیل ادعا کرد است که نیروهای حماس آنجا حضور داشتند اما همهٔ آن‌ها عضو یک خانواده بودند. تنها یک فرد میهمان به نام «احمد سلیمان سهمد» بود که اسرائیل ادعا می‌کند وی یکی از اعضای حماس بوده است.

## ۲۳ ژوئیه
در طول شب، گزارش‌هایی از بمباران بیمارستانِ «الوفا» توسط اسرائیل مخابره شد. «ن.د. ا» ادعا کردند که چندبار از سوی این بیمارستان به سوی آنان آتش‌گشوده شده که نقض قوانین بین‌المللی است. آنان همچنین بیان کردند که از چند روز پیش به بیمارستان برای اعلام خطر کرده و از آنان خواسته‌اند تا بیماران را به جای دیگری منتقل نمایند. دکتری به نام «بسمان علاشی» از تخلیهٔ بیمارستان پیش از حمله خبر داد. نیروهای دفاعی ویدئویی را منتشر کردند که از بیمارستان شلیک صورت گرفته است. این نیروها نیز ابتدا اخطار داده و سپس به انبار مهمات ادعایی، حمله کرده‌اند.
در ابتدای روز، حماس ادعا کرد که یک فروند اف-۱۶ ارتش اسرائیل را هدف قرارداده است. اسرائیل این خبر را تأیید یا تکذیب نکرد.
در بعد از ظهر این روز، ن.د.ا. از کشف تونل جدیدی در غزه خبرداد که مقادیری سلاح، البسهٔ نظامی ن.د. ا؛ و نقشه در آن وجود داشته است. در مجموع نیروهای دفاعی از کشف ۲۸ سامانهٔ تونلی خبر داد که تعداد تونل‌های کشف شده را به ۶۰ تونل رساند ۳ سربازِ دیگر نیروهای دفاعی نیز در تلهٔ انفجاری کشته شدند. این تله در جسدی در یک خانه کار گذاشته شده بود که منجر به مرگ نظامیان و تخریب بخشی از خانه شد.

## ۲۴ ژوئیه
یکی از موشک‌های اسرائیل به مدرسه سازمان ملل متحد در غزه برخورد کرد که دست کم ۱۰ کشته بر جای گذاشت. این حمله اعتراض سازمان ملل را در پی داشت.

## ۲۵ ژوئیه
مقامات رسمی فلسطینی از ۲۵ ژوئیه به نام «روز خشم» در نوار غربی و اسرائیل نام بردند. به همین خاطر نیروهای دفاعی و پلیس اسرائیل در تمام نقاط بحرانی آماده باش اعلام کرد. بین ۳٬۰۰۰–۴٬۰۰۰ نفر نیز در اطراف بیت‌المقدس مسقر کردند همچنین از ورود نماگزارانِ زیر ۵۰ سال به بیت‌المقدس جلوگیری شد.
در طول شب، نیروهای دفاعی اسرائیل، اعلام کردند که فرمانده «تیپ گولانی» زخمی شد؛ این مسئله زمانی که وی در یکی از تونل‌ها غزه بود و پس از سقوط آن صورت گرفت. بعد از ظهر حماس و اسرائیل اعلام کردند که طرح جان کری را بررسی خواهند کرد. این طرح ناظر بر آتش‌بس فوری است. گفتگوهای شامل:

خواسته‌های فلسطینی‌ها
- باز شدن مرز غزه و اسرائیل
- باز شدن مرز رفح بین غزه و مصر
- آزادی فلسطینی‌هایی که در ازای تبادل جسد «شالیت» آزاد شده و طی عملیات «برادری» اسرائیل، مجدداً بازداشت شده‌اند
- آزادی زندانیانی که در پیِ شکستِ گفتگوهای صلح بین فلسطین و اسرائیل بازداشت شده‌اند
- افزایشِ محدودهٔ ماهیگیری در نواز غزه
- ایجاد فرودگاه و بندر در غزه[۵۹]

اسرائیل اعلام کرد که آتش‌بس را نخواهد پذیرفت و هیچ آتش‌بسی که شامل تخریب تولنل‌های حماس نباشد را نخواهد پذیرفت اگرچه اسرائیل با آتش‌بس ۱۲ ساعته موافقت و آن را نشانهٔ حسن ظن خود معرفی کرد.
یکی از سربازان ن.د. ا در غزه کشته شد و تعداد کشتگان غزه به ۸۷۶ نفر رسید.

## ۲۶ ژوئیه
حماس و اسرائیل آتیش‌بسی ۱۲ ساعته برای رسیدگی به شرایط انسانی در غزه را اعلام کردند. این آتیش بس از ۰۸:۰۰ تا ۲۰:۰۰ برقرار شد. اگرچه اسرائیل عملیات جدیدی ر آغاز نکرد اما به تخریب تونل‌های حماس ادامه داد. سازمان دفاعی اعلام کرد که تا انتهای آتش‌بس، تنها ۹ موشک شلیک شده که تمامی آن‌های پیش از شروع آتش‌بس بوده است.
اندکی پیش از پایان ۱۲ ساعت× اسرائیل از موافقت برای تمدید آن برای ۴ ساعتِ دیگر خبر داد. اما حماس آن را رد و شروع به موشک‌پرانی کرد. اگرچه اسرائیل این اقدام را تلافی نکرد
کشته‌شدگان فلسطینی به ۱٬۰۰۰ نفر رسید. ۱۵۰ جسد نیز در طی آتش‌بس کشف شد. به علاوه سازمان دفاعی از کشته‌شدن ۴۲ سرباز خبر داد که دوتن از آنان از سربازهای زخمی بودند. همچنین اسرائیل ادعا کرد که سرباز مفقود شده، در جریان نبرد کشته شده و جسدش احتمالاً در اختیار حماس است.

## ۲۷ ژوئیه
پس از پایان زمان تمدید شدهٔ آتش‌بس، اسرائیل با تمدیدِ آن برای روز ۲۷ ژوئیه نیز موافقت کرد. اگرچه ادعا کرد که حماس همچنان به موشک‌پرانی ادامه می‌دهد. حماس این آتش‌بس را رد و برقرار هرگونه اتش‌بس پیش از خروج کاما سربازان اسرائیل از غزه را غیرممکن دانست.
اسرائیل در این روز ۱۳ تونل دیگر را در غزه کشف و مسدود کرد. ان تونل‌ها از سمت غزه به طرف مصر بودند و تعداد تونل‌های کشف شده را به عدد ۱٬۶۳۹ تونل رساند. «ن.د. ا» خبر داد که یکی از رهبران ارشد حماس را در عملیاتی کشته است. وی، طیق ادعای نیروهای دفاعی اسرائیل، مسئولِ تحقیق و توسعه سلاح‌های درغزه بود که توسط یک پهباد کشته شده. اطلاعات لازم در این باره توسط سازمان اطلاعاتی شین بت بدست آمده بود. وزیربهداشت اسرائیل پیشنهاد ارائه کمک‌ّای انسان دوستانه برای ارائه تجهیزات و مواد خونی به غزه را داد. مسئولان فلسطینی این کمک را رد کردند نیروهای دفاعی اسرائیل، تحقیقاتی را در زمینهٔ کشته‌شدگان در مدارس «سررام» (وابسته به سازمان ملل) را آغاز کردند. آن‌ها ادعا نمودند که بمبی که در حیات مدرسه تحت نظارت سازمان ملل منفجر شده از سوی آنان نبوده است. سازمان ملل نیز اعلام کرد که به‌طور مستقل نیز خود، در این باره تحقیق خواهد کرد.
در بعد از ظهر، اسرائیل ادعا کرد که یک ماشین بمب‌گذاری شده کشف و خنتی شده است.
رئیس‌جمهور آمریکا اوباما در تماسی با نتانیاهو از وی پشتیبانی نمود و از حقِ اسرائیل برای دفاع از خود دفاع کرد ولی از تلفات انسانیِ غیرنظامیان در غزه نیز ابراز نارضایتی و ناراحتی کرد. اوباما خوستار گنجاندنِ شرطِ «غیرمسلح شدنِ غزه» در هر توافقِ اتش‌بسی شد. حماس اعلام کرد که تا پای جان از سلاح‌هایشان دفاع خواهند کرد.

## ۲۸ ژوئیه
برخلافِ اتحادی که از سوی حماس و فتح دیده شده بود، سخنگوی فتح در شب ۲۸ ژوئیه علیهِ اعضایِ حماس و فتح، که به تازگی دستگیر شده‌اند، موضع‌گیری کرد.
در ساعت ۰۷:۰۰، شورای امنیت سازمان ملل متحد، جلسه‌ایی اضطراری برگزار و طی بیانیه‌ایی برقراری آتش‌بس فوری، همه‌جانبه و نامحدود را از دو طرف درگیری خواستار شد؛ این درخواست برای ارائه کمک به شرایط وخیم انسانی بود این بیانیه بدون ذکر نام حماس یا اسرائیل بود، در عوض تنها از دیگری در غزه و طرحِ آتش بسِ مصر یاد شده بود.
در بعد ازظهر گزارش‌هایی از وقوع انفجار در بیمارستان شفاء گزارش شد که از وجود ده‌ها زخمی حکایت داشت. گزارش‌های اولیه از حملهٔ یک فروند هواپیمای اف-۱۶ «نیروهای دفاعی اسرائیل» به بیمارستان خبر می‌داد. اسرائیل ادعا کرد که این انفجار در اثر یک موشکِ «فجر-۳» است که از سوی پیکارجویان شلیک شده و به جای تل‌آویو به بیمارستان اثابت کرده است. حماس طیِ اعلامیه بیان کرد که هیچ‌یک از گروه‌های فلسطینی حاضر، طی امروز موشکی را پرتاب نکرده است.
در بعد از ظهر، چند عضو حماس با عبور از یک تونل وارد اسرائیل شده و تلاش کردند تا یک سربازِ اسرائیلی را بربایند. این گروه با نیروهای دفاعی درگیر، و بر اساس گزارشِ ن.د. ا، ۵ سرباز کشته شده‌اند؛ همچنین یکی از نیروهای نفوذی نیز کشته و باقی توانستند عقب نشینند. حماس ادعا کرد که طی این نفوذ ۱۰ «سرباز» را کشته و بدون تلفات نیروهایش را عقب نشانده است.
دو حادثه‌ایی جداگانه نیز ۴ «سرباز» کشته شدند. این رویداد در اثر آتش‌بارِ حماس به سمتِ منطقهٔ «اشکول» صورت گرفت. اندکی پس از آن نیز نیروهای دفاعی اسرائیل، از طریق پیامِ کوتاه به ساکنانِ «جبیلا» در شهرِ «زیتون» خبر داد که به زودی به آنجا حمله خواهند کرد. اندکی پس از این خبر، منطقه از سوی نیروهای دفاعی مورد بمبارن قرار گرفت. سپس پیام‌های اخطار برای تخلیه در بیت‌حانون نیز اعلام و آنجا نیز بمباران شد.
اسرائیل ادعا کرد که در غزه، یک سربازِ اسرائیلی در اثر برخورد یک آرپی‌جی با بولدوزرِ مسلحش، کشته شد. پیکارجویانی که این اقدام را انجام دادن به ساختمانی در همان نزدیکی پناه بردند. سپس نیروهای دفاعی با بولدوزر به ساختمان حمله کرده و ۸ نفر را کشت و ۲ دونفر دیگر را زنده اسیر کردند.
بر طبق گزارش منابع فلسطینی، از ۲۸ ژوئیه و هم‌زمان با افزایش حملات اسرائیل در غزه، بیش از ۱۰۰ نفر کشته شده‌اند. یکی از سخنگوهای حماس گفته است به نام سامی ابوزهری گفته است که این جنبش طرح آتش‌بس پیشنهادی سازمان آزادی‌بخش فلسطین برای توقف درگیری‌ها با اسرائیل را نپذیرفته است. اما برخی رسانه‌های اسرائیلی گزارش داده بودند که پس از اعلام آتش‌بس یک‌جانبه هم تعدادی راکت از غزه به سوی اسرائیل پرتاب شده است. تنها در روز ۲۸ ژوئیه حداقل ده نفر که ۸ نفر آن‌ها کودک بوده‌اند، در غزه کشته شده‌اند. در مقابل در طرف اسرائیل هم یک سرباز اسرائیلی در درگیری در غزه، ۴ سرباز در حمله خمپاره‌ای و ۵ سرباز در درگیری با پیکارجویان فلسطینی که از تونل به خاک اسرائیل نفوذ کرده بودند، کشته شدند.
«یونیسف» گزارش داد که هیچ مکان امنی برای کودکان وجود ندارد و روزانه ۱۰ کودک در این جنگ کشته می‌شوند.

## ۲۹ ژوئیه
اندکی پس از نیمه‌شب فرانسه از موافقتش برای انتقال ۸ میلیون یورو برای کمک به غزه خبر داد. «رامی لوی»، صاحب سوپرمارکت‌های زنجیره‌ایی در اسرائیل اعلام گرد که نیازهای خانوادهای که سربازی از آن‌ها در جنگِ غزه کشته‌شدهاند را تأمین خواهد کرد.
در شب ۲۹ ژوئیه (‎۷ مرداد)، بیش از ۱۰۰ نفر در غزه کشته شدند. اسرائیل ۷۰ نقطه از غزه را هدف قرار داد. یکی از این اهداف منزلِ رهبرِ حماس، اسماعیل هنیه بود. همچنین نیروهای دفاعی اسرائیل محلِ دفترِ خبری حماس الاقصی تی‌وی را هدف قرار داد. رهبر نیروهای نظامی جنبش جهاد اسلامی یکی از کشته‌شدگان است. نیروهای دفاعی همچنین مخزنِ سوختِ تنها نیروگاهِ برق غزه را هدف قرار داده و منفجر کردند و غزه در تاریکی فرورفت.
در ابتدای صبح، مصر اعلام کرد که جهاد اسلامی و حماس نیز بخشی از گفتگوهای صلح خواهند بود. در بعد از ظهر، سازمان آزادیبخش فلسطین اعلام کرد که ۳ روز آتش‌بسِ یکجانبه را آغاز خواهد کرد. حماس از پذیرش آتش‌بس خودداری کرد. در بعد از ظهر تمام گروه‌های حاضر از آتش‌بس حمایت کردند، اما به صورت غیررسمی.
«وداح ابو عمره» از رهبران جبهه دموکراتیک آزادی‌بخش فلسطین به همراه همسر و پنج فرزندش در حملهٔ موشکی به خانهٔ شخصی‌شان در خان یونس کشته شدند.
در بعد از ظهر نیروهای دفاعی ۵ فلسطینی که از یکی از تونل‌ها قصد ورود به اسرائیل را داشتند، کشتند. این شبه‌نظامیان مقادیری مواد منفجره و سلاح به همراه داشتند. تا ۲۹ ژوئیه (‎۷ مرداد) بیش از ۲۰۰٬۰۰ نفر از ۱ میلیون و ششصد هزار نفر ساکن نواز غزه در مدارس تحت نظر سازمان «سررام» (سازمان ملل) پناه داده‌شده‌اند به علاوه ۱٬۱۹۰ فلسطینی نیز در ۲۲ روز کشته شده‌اند.
برای سومین بار، سازمانِ «سررام» در یکی از مدارس تحت نظرش، راکت یافت. این مدرسه برای پناه‌گاه استفاده نشده بود.
رهبرِ ایران آیت الله خامنه‌ای خواستار آن شد تا تمام فلسطین، شامل نواز غزه و کرانهٔ باختری، مسلح شوند. همچنین افزود: «مردم مسلمان باید تنفر خود از اسرائیل را بیان کنند و به مقابلهٔ اقتصادی و سیاسی با صهیونیست‌های حکمرانِ تل‌آویو بپردازند.»

## ۳۰ ژوئیه
سازمان آزادی‌بخش فلسطینی اعلام کرد که هیچ گروهی از فلسطین‌ها برای گفتگوهای مربوط به آتش‌بس دعوت نشده‌اند.
۲۰ نفر از پناهجویانِ در یکی از مدارس دخترانه تحتِ نظرِ «سررام» در اثر بمباران مجددِ اسرائیل کشته شدند.
اسرائیل اذعان داشت که یکی از موشک‌هایش به مدرسه اصابت نموده است. اسرائیل همچنین ادعا کرد این موشک در پاسخ به یکی آتشی بوده که از یکی از مدارس به سمت نیروهایش آغاز شده است.
ارتش اسرائیل به بمبارانِ مساجد و مدارسِ تحتِ نظر «UNRWA» ادامه داد که منجر به مرگ ۱۲۹ فلسطینی و زخمی شدن ۴۰۰ تن دیگر شد
اسرائیل با آتش‌بسی انسان‌دوستانه برای ۴ ساعت از ۱۵:۰۰ تا ۱۹:۰۰ موافقت کرد. اما این آتش‌بس را در مناطقی که در حال عملیات است اجرا نخواهد کرد و از «مردم خواست به خانه‌هایشان بازنگردند». حماس این آتش‌بس را قابل قبول ندانست و آن را یک حربهٔ رسانه‌ایی از سوی رسانه‌ّای اسرائیلی دانست
در بعد از ظهر ساختمانی که ابتدا ادعا شد ازآن سازمانِ «سررام» (UNRWA) است؛ در جریان ورودِ نیروهای دفاعی وارد این ساختمان تخریب شد. این تخریب در اثر تلهٔ انفجاری بود. سازمان «سراام» اعلام کرد که آن‌ها مالک ساختمان نیستند و در آن حوالی نیز هیچ تأسیسات درمانی ندارند. حماس ادعا کرد که بیش از ۱۵ سرباز اسرائیلی را در یک حمله با مواد منفجره کشته شده‌اند. این حمله در «خان یونس» و توسط گردان‌های «القصام» صورت گرفته بود ۱۵ سرباز دیگر نیز مصدوم شدند. در این عملیات که از طریق راه‌دور اقدام به انفجار ساختمانی که سربازان در آن بودند ساختمانی نیز آسیب دید.
نیروهای دفاعی از کشتن ۹ شبه‌نظامی در درگیری با سربازان در این روز خبر داد. تعداد سربازانِ کشته‌شده به ۵۶ تن و تعداد کشته‌هایِ اهالی غزه به ۱٬۳۴۶ تن رسید.

## ۳۱ ژوئیه
آمریکا اعلام کرد تا تعداد تسلیحات از جمله گلولهٔ خمپاره، پرتابگرِ موشک، نارنجک و سایر تسلیحات لازم را به اسرائیل صادر نماید. برای سالیان متمادی، آمریکا این تسلیحات را در قالب «برنامهٔ ذخیره برای جنگ» در اسرائیل نگهداری می‌کرد، اما در نهایت تصمیم گرفتند تا آن‌ها را در اختیارِ اسرائیل قرار دهند. صبح روز ۳۱ ژوئیه (‎۹ مرداد) نیروهای دفاعی ارتش اسرائیل اعلام کردند که ۱۸٬۰۰۰ نیرویِ ذخیرهٔ دیگر را برای ارتش فراخوانی می‌کنند تا مجموع نیروهای آماده اسرائیل به ۸۴٬۰۰۰ نفر برسد. مقامات فلسطینی از طرحشان برای شکایت از اسرائیل به دادگاه عالی جنایات جنگی خبر دادند. آن‌ها با علم به آنکه ممکن است اسرائیل آن‌ها را تحتِ پیگرد قرار دهد، خواهان پیگیری اقدامات اسرائیل شدند.
اسرائیل و حماس برای آتش‌بسی ۷۲-ساعته موافقت کردند. این آتش‌بس از ۱ اوت راس ساعتِ ۰۸:۰۰ آغاز می‌شد. وزیر امور خارجهٔ آمریکا، جان کری، اعلام کرد «این یک فرجه است. این یک فرصت است نه پایان». نتانیاهو نیز اعلام داشت که با وجود آتش‌بس به تخریبِ تونل‌های حماس ادامه خواهد داد. نمایندگان اسرائیل، آمریکا، سازمان ملل و سایرِ گروه‌های دیگر برای ملاقات در قاهره توافق کردند. حماس نیز نمایندگانی را خواهد داشت؛ اگرچه آمریکا و اسرائیل با نمایندگان حماس مذاکره نخواهند کرد. مصر میانجی بین محورِ آمریکا-اسرائیل و حماس خواهد بود
با اعلامِ آتش‌بس، تعداد کشته‌های فلسطینان به دستِ کم ۱٬۴۴۱ نفر رسید که بیش از جنگ غزه بین سال‌های ۲۰۰۸ تا ۲۰۰۹ بود.

## ۱ اوت
حماس پیش از آغاز زمان رسمی، آتش‌بس را اعلام کرد. اگرچه وزیرخارجه آمریکا اعلام کرد: «... اسرائیل قادر خواهد بود تا عملیاتِ دفاعی را پشتِ خطوطش انجام دهد و فلسطینیان نیز قادر خواهند بود تا کمک‌های انسانی، دارو و غذا دریافت کنند»
حدودِ ساعت ۰۹:۳۰، و دقایقی پس از آتش‌بس، یک گروهِ مسلح از حماس از تونلی در رفح به گردانی «جاواتی» حمله کرد. در این حمله ۲ سرباز اسرائیل کشته و یک افسرِ دیگر هادر گولدین اسیر شد. اسرائیل منطقه را برای یافتنِ وی جستجو کرد. براساس ناظرِ رسمی سازمان ملل، رابرت سری این تأیید نشده ولی در صورتی که درست باشد باید با شدت محکوم شود.
سخنگویِ کاخ سفید، جاش ارنست این اقدام را «آدم‌ربایی» خوانده و آن را «بربریت» خطاب کرده که آتش‌بس را نقض نموده. معاون مشاور امنیت ملی آمریکا، تونی بلینکین نیز اقدام را خصمانه خواند و خواهان آزادی بی‌قید و شرط سرباز اسرائیلی شد. جان کری نیز این اقدام را خصمانه و بر آزادی بی‌قید و شرط وی تأکید کرد. «بان کی مون» نیز این «آدم‌ربایی» را نقض آتش‌بس خواند. جان برد وزیر خارجه کاناداد نیز این اقدام را «آدم‌ربایی» خواند.
احمد داوود اغلو، وزیر خارجه ترکیه نیز برای کمک به اسرائیل برای یافتن این سرباز اعلام آمادگی کرد و از آتش‌بس به عنوان یک اولویت نام برد.
حدود ساعت ۱۰:۰۰ اسرائیل ادعا کرد که حماس ۱۵ موشک را شلیک کرده که ۷ تای آن‌ها توسط سامانهٔ گنبد آهنین مورد رهگیری قرار گرفته است. اسرائیل این اقدام را نقض آتش‌بس اعلام کرد. همچنین درگیریِ سنگینی در «رفح» به مرگِ ۶۲ فلسطینی منجر شد. اسرائیل نیز به خاطر این موضوعات پایان آتش‌بس را اعلام کرد. بیمارستانِ «النجار» نیز از تعطیلی به خاطر این درگیری‌ها خبر داد.

## ۲ اوت
در حدودِ ساعت ۰۲:۳۰ بامداد، بخش نظامی حماس گردان عزالدین قصام اعلامیه را منتشر کرد و هرگونه دخالتش در «اسارتِ» هادر گولدین را نفی کرد. اگرچه حماس نیز اعلام کرد که تماسش با گروهی که این اقدام را انجام داده پس از کارِ قطع شده است. آن‌ها از احتمال مردنِ تمام پیکارجویان و سرباز اسرائیلی خبر دادند. این گروه اعلام کرد که احتمال می‌دهد که پیکارجویان و سرباز اسرائیلی در اثر بمباران نیروهای اسرائیلی کشته شده باشند.

## ۳ اوت
در صبح روز ۲۷مین روز نبرد، اسرائیل نقاطی از غزه را در جنوب و مرکز غزه از زمین و هوا بمباران کرد. ۱۲ فلسطینی در این حملات کشته شدند. حدود ساعت ۰۹:۰۰ تا ۱۰:۰۰ برج تلعفر در مرکز غزه هدف آتشِ سنگینِ اسرائیلی‌ها قرار گرفت. It was reported from various sources that rockets were fired from Gaza towards Tel Aviv as retaliation. 
شبکهٔ الاقصی در ساعت ۱۱:۰۰ گزارش داد که مدرسهٔ تحت نظارت سازمان ملل در رفح زیر آتشِ اسرائیل قرار دارد. وزیر بهداشت غزه از کشته‌شدن حداقل ۷ تن و زخمی شدن ۳۰ تن دیگر خبر داد. آخرین گزارش‌های از «تنها بیرون مدرسه هدف قرار گرفته بود» خبر دادند. ابتدا ادعا شد که مسئول این حملات مشخص نیست اما سپس اسرائیل مسئولیت حمله را پذیرفته و ادعا کرد که ۳ شبه‌نظامی در نزدیکی مدرسه را هدف قرار داده است. بان کی مون این اقدام را «عملِ جنایتکارانه» خطاب کرد. همچنین با بیانیه‌ای رسمی با اعلام اینکه اسرائیل مکرراً از تعلق این مکان به سازمان ملل اطلاع یافته است، خواستارِ «پایان دادن به این دیوانگی» شد.
در این روز آشکار گشت که گروهبان دوم «هادر گولدین» در میدان نبرد کشته شده است. براساس رهنمود هانیبال که بخشی از رهنمودهای ارتش اسرائیل است، در صورتی که احتمال داده شود که سربازی ممکن است اسیر گردد، محل مورد نظر بمباران شده تا فرد به صورت زنده اسیر نگردد. نیروهای دفاعی از پایان تخریبِ ده‌ها تونل خبر داد. اگرچه نتانیاهو از ادامه عملیات تا زمان امنیت کامل اسرائیل خبر داد. همچنین ادعا کرد که به دلیل نقض مکرّر آتش‌بس از سوی حماس، حاضر نیست با این گروه مذاکره نماید. در نتیجه اسرائیل به محض حصول امنیت عقب‌نشینی خواهد کرد.
نیروی هوایی اسرائیل ۸ شبه‌نظامی را هدف قرار داد که در میان آن‌ها، مهندس ارشد حماس، احمد المحبوب و پسر عمویش محمود المحبوب حضور داشتند. همچنین ادعا کرد که چهار شبه‌نظامی را نیز در یکی از ساختمان‌ها بمباران کرده است که منجر به تخریب ساختمان و کشته‌شدن آن‌ها شده است. گردانِ «جیاواتی» از کشف تونل و مقادیری سلاح خبر داد. فلسطینی‌ها ۱۱۹ راکت شلیک کردند که تنها ۸ موشک توسط سامانهٔ گنبد آهنین رهگیری شدند.
اسرائیل نیروهای زمینی‌اش را جابجا کرد و بخش‌هایی از نیروهایش را نیز عقب کشید اما به گفتهٔ عضو کابینه، امیر پرتز، «این کار عقب‌نشینی نیست. ایجاد یک خط جدید با کنترل بیشتر است.»